# El Chaltén
El Chaltén es un municipio del oeste de la provincia de Santa Cruz, Argentina.
Está ubicada en el sur de la cordillera de los Andes, en el extremo sudoeste de la Patagonia argentina, al pie del cerro Fitz Roy –o Chaltén– y a orillas del río de las Vueltas. Es una pequeña villa turística fundada en pleno parque nacional Los Glaciares.
En octubre de 2014, El Chaltén obtuvo el segundo lugar en un ranking de las «mejores ciudades del mundo por conocer» de la guía de viajes Lonely Planet a publicar en 2015. La localidad solo tuvo por delante a Washington D. C., quedando en primer lugar en la Argentina.

## Toponimia
La localidad le debe su nombre al cercano cerro. Suele decirse que el nombre Chaltén proviene de la lengua aonikenk o tehuelche y significa "montaña humeante" o "montaña azul". Es más, en dicha lengua la palabra "Chaltén" suena fuertemente obscena. Francisco Pascasio Moreno lo bautizó como Fitz Roy el 2 de marzo de 1877 en honor al capitán del HMS Beagle, Robert Fitz Roy, quien recorrió el río Santa Cruz en 1834. La cartografía oficial argentina ha preferido, en los últimos años denominarlo Chaltén en desmedro de Fitz Roy, que fue utilizado durante gran parte del siglo XX. Este último nombre es el más utilizado por la cartografía oficial chilena.

## Historia
Tiene como fecha de fundación el 12 de octubre de 1985, día en que el gobernador Arturo Puricelli firmó el decreto que ordenaba su creación, con el fin de promocionar el asentamiento poblacional en la zona cordillerana de la provincia, por entonces con cercanos sectores en disputa con Chile. El presidente de Administración de Parques Nacionales amenazó, mediante un telegrama, someter al gobernador a la justicia penal si lo fundaba. El principal impulsor de la fundación fue el comandante mayor de Gendarmería Francisco Arrúa en ese entonces jefe de la agrupación sur de la fuerza que abarca Santa Cruz y Tierra del Fuego.
El día de la fundación in situ, el clima se presentó especialmente hostil, al punto que casi no permitió dar la misa al entonces Obispo Diocesano Monseñor Miguel Ángel Áleman. La ejecución del Himno Nacional fue realizada por la banda del Ejército Argentino de Comandante Luis Piedrabuena. En ese momento solo había una hostería y un puente, además de las calles trazadas con las máquinas y carteles donde indicaba que se colocaría en cada lugar.
Los primeros pobladores que llegaron para habitar la localidad fueron empleados públicos, ya sea provinciales (pertenecientes a distintas reparticiones públicas) o nacionales (gendarmes del Escuadrón 42 Calafate). Se instalaron en las 13 casas que la provincia construyó, fueron santacruceños y personas de otras provincias que ya vivían en Santa Cruz.  Así se inició la etapa de ocupación efectiva del territorio y se dio inicio a la comunidad. Los gendarmes fueron instalados en el lugar por iniciativa del comandante Francisco Arrúa que siguió apoyando el desarrollo del lugar durante su desempeño como Director Nacional de Desarrollo de Fronteras, años 1989-91 durante el mandato de Carlos Menem.
Los primeros años fueron duros con cierto abandono provincial, escasos recursos y fuertes disputas locales por el poder y la ocupación de lugares sociales. Este poder podía ser la luz eléctrica, el agua o la radio de la red provincial.  Los servicios eran la electricidad, el agua, la policía y la escuela, no había médico ni enfermero y mucho menos ambulancia. La electricidad se generaba en el lugar y solo 12 horas por día, la escuela funcionaba en la casa de los maestros y la comisaría donde vivían los policías.
Luego de esta primera fundación llegó la refundación con los pobladores que llegaron en la primera oleada inmigratoria, compuesta por personas o familias que buscaban un lugar mejor para habitar. Esto impulsó los servicios para el turismo.
También llegaron las comisiones de fomento. Los primeros gobiernos locales no eran electos por la comunidad, ya que en general llegaban de Río Gallegos. La gente llegada en la primera y luego constante inmigración, aportaron trabajo y capital para el crecimiento de los servicios turísticos y para los residentes permanentes. Esto trajo un aumento en la llegada de turistas tradicionales y los ya clásicos turistas de aventura y escaladores.
El censo del año 1991 indicó que era poblado por apenas 41 habitantes estables, los que treparon a 371 en el censo del año 2001, y a 950 habitantes en el censo del año 2010. Actualmente se estima una población permanente cercana a las 1200 personas. 
El octubre de 2010 el gobernador Daniel Peralta le encargó al diputado Jorge Arabel que comience a analizar una reforma parcial de la Constitución provincial para elevar a municipalidad a El Chaltén. El 24 de noviembre de 2011, la localidad se convirtió oficialmente en municipio, a través de la ley provincial N.º 3.249. Dicha ley estableció una Comisión Ad Hoc para la transición entre la comisión de fomento y la nueva municipalidad y el establecimiento de los límites del ejido urbano.
En 2015 se realizaron las primeras elecciones para intendente y concejales.

## Población

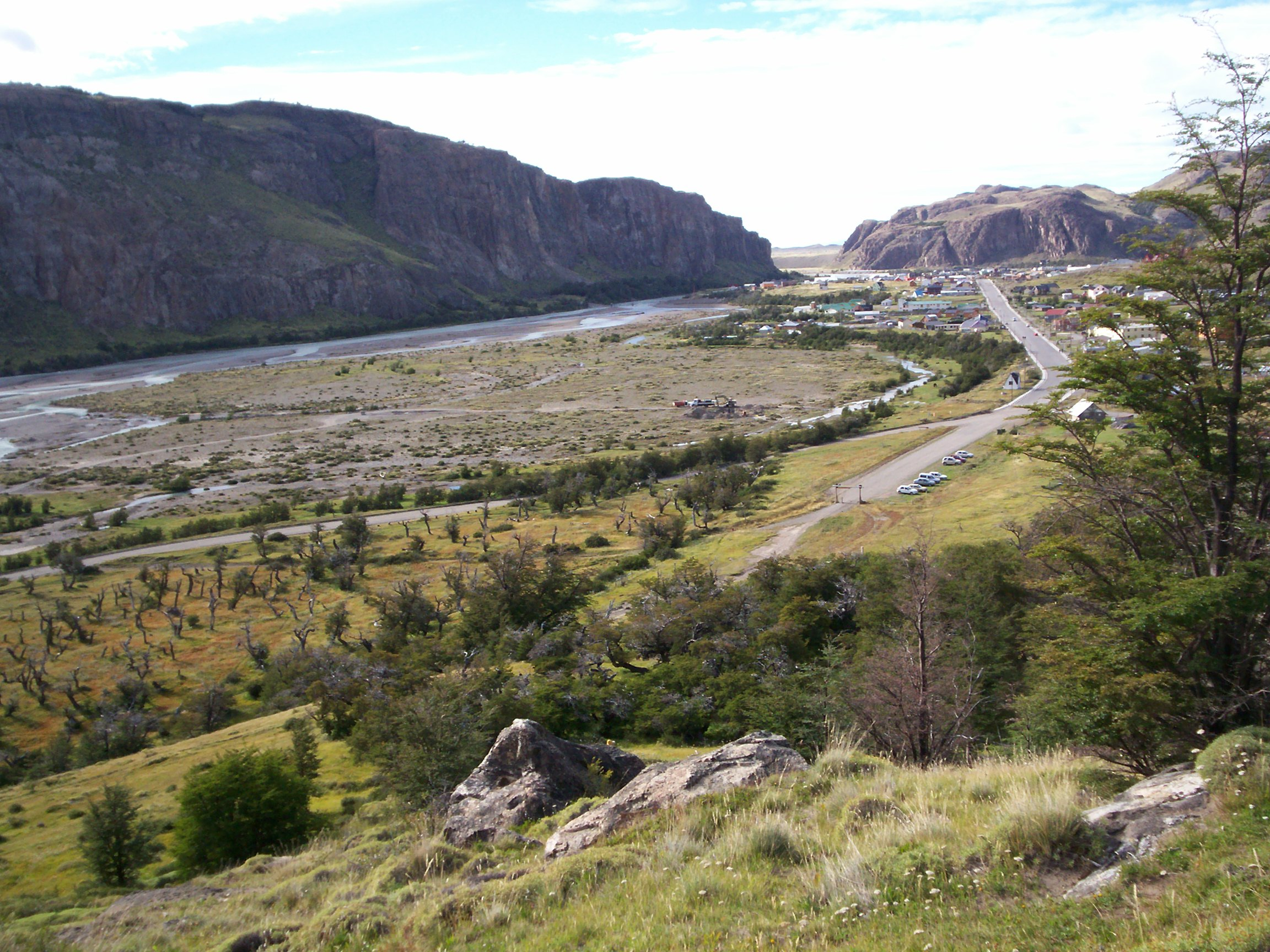
El Chaltén y el río de las Vueltas

Contó con 1,627 habitantes (Indec, 2010), de los cuales 769 mujeres y 858 hombres; lo que representó un marcado incremento del 338,5 % frente a los 371 habitantes (Indec, 2001) del censo anterior. En el censo 2022 la población estancó su crecimiento al alcanzar 1865 habitantes. Además, se registraron 984 viviendas.
| Gráfica de evolución demográfica de El Chaltén entre 1991 y 2022 |
|                                                                  |
| Fuente: censos nacionales del INDEC                              |

## Excursiones

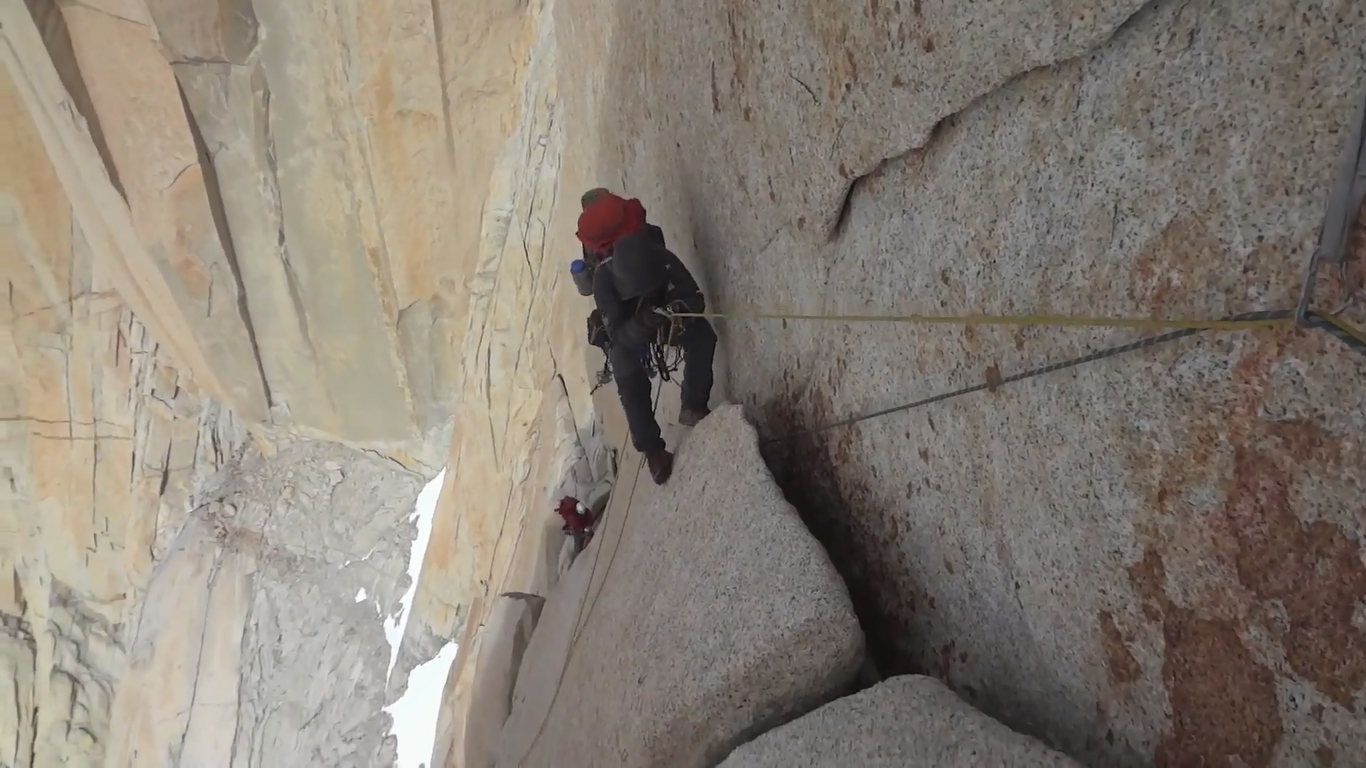
Escaladores en el cerro Torre.

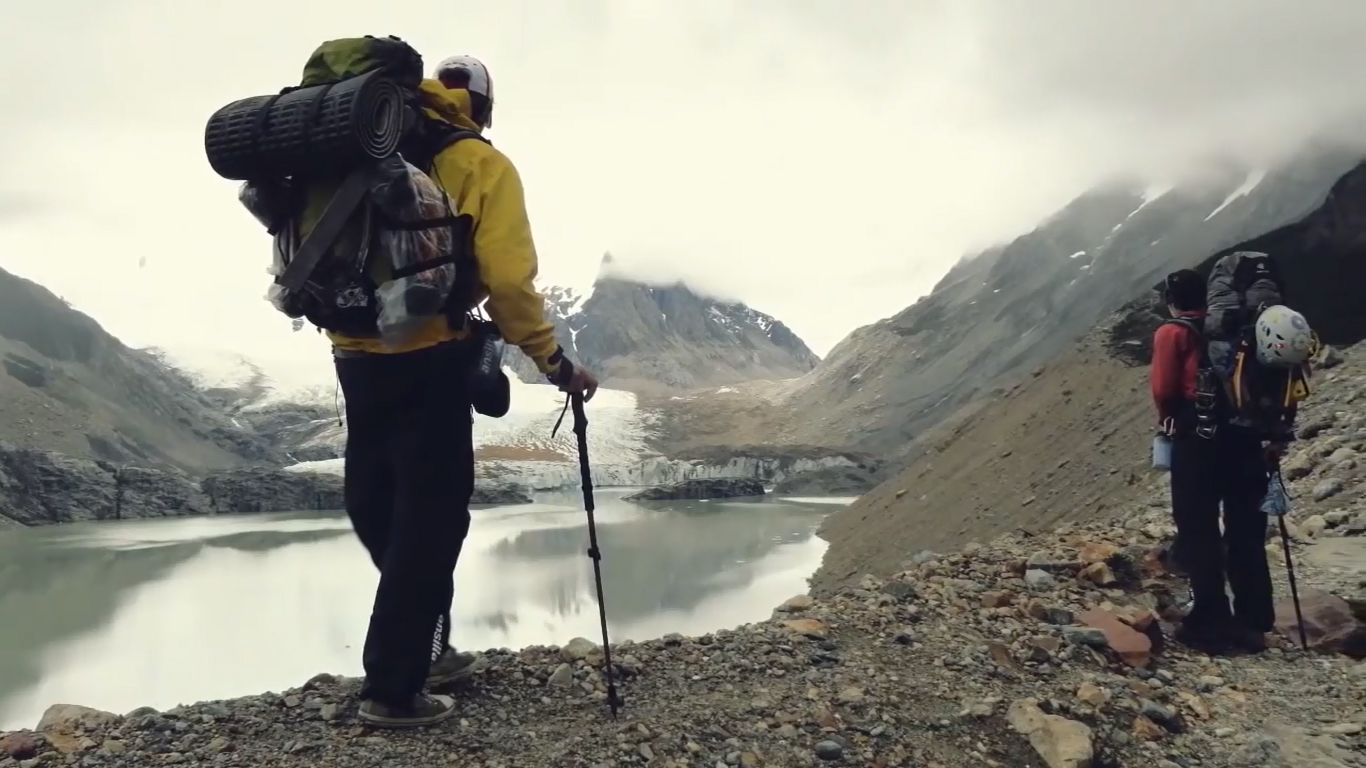
Senderismo a Laguna Torre.

La mayoría de los visitantes que llegan a El Chaltén lo hacen para practicar deportes de montaña como el trekking, el montañismo, ráfting, kayak, cabalgatas, excursiones y los interesados en su flora, fauna, o la pesca deportiva, siendo imperdibles las caminatas en derredor de las imponentes agujas graníticas que rodean a la villa.
Entre los diversos atractivos naturales que se ubican en las cercanías de esta pequeña ciudad de montaña cabe mencionar:
El cerro Chaltén, el cerro Torre, el Campo de Hielo Patagónico Sur, el lago Argentino, el lago Viedma, la Laguna Capri, el Glaciar Piedras Blancas, el Glaciar Viedma, la Laguna de los Tres, el Chorrillo del Salto, etc.

### El Sendero Laguna de los Tres (sendero de día completo)
El sendero Laguna de los Tres es una caminata muy popular en El Chaltén, que lleva a una hermosa laguna situada a los pies del Monte Fitz Roy. En este sendero caminarás entre bosques de lenga, cruzarás arroyos cristalinos y subirás empinadas pendientes para finalmente llegar a la base del Fitz Roy, una impresionante montaña de 3405 metros de altura.
La caminata puede comenzar en el centro de El Chaltén, o bien en la Hostería El Pilar. Nosotros optamos por esta opción ya que de este modo siempre haces un camino diferente. Además, puedes evitar la subida inicial, y puedes visitar el valle de Río Blanco, el mirador Piedras Blancas, mirador Fitz Roy y Glaciares que si no te perderías.

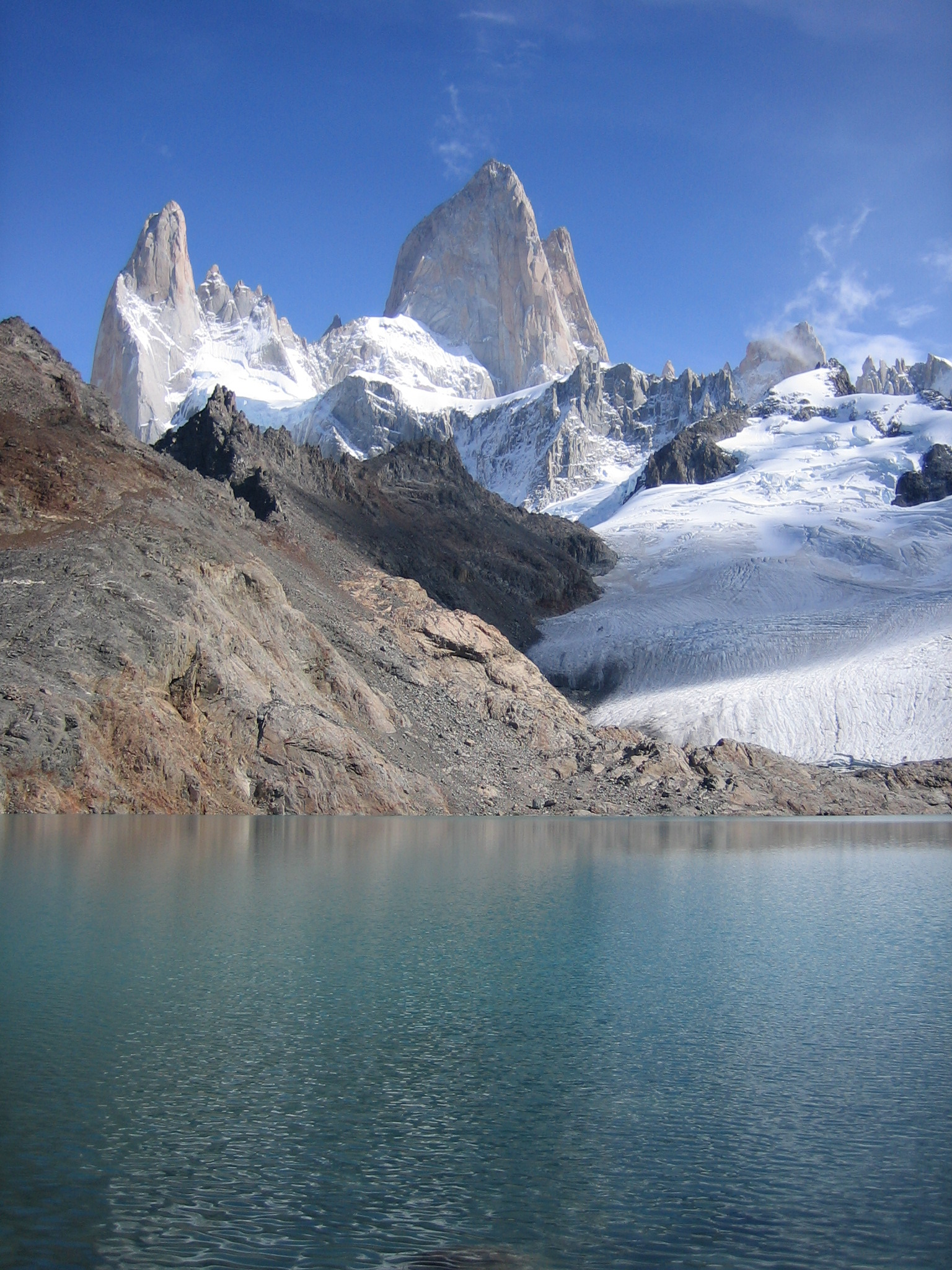
Laguna de los Tres

Desde El Pilar seguirás un sendero casi sin subidas pasando primero por el Mirador del Glaciar Piedras blancas. Allí puedes descansar bajo la sombra y continuar rumbo al Camping Poincenot (donde encontrarás el único baño del recorrido). Allí comenzará el ascenso, pasarás por un puente de madera que cruza el río blanco, y tras una ascensión MUY pronunciada donde en 2,3 km subirás unos 600 metros, llegarás a la increíble Laguna de los Tres y a su costado la Laguna Sucia.
Luego para regresar nuestra recomendación es que tomes otro camino, el que indica «El Chaltén», entonces allí podrás pasar por la Laguna Capri y el Mirador del Fitz Roy.
Es recomendable llevar ropa cómoda y zapatos de senderismo, agua y comida para el camino. También es importante tener en cuenta que el clima en la Patagonia puede ser impredecible, así que es mejor estar preparado para cualquier eventualidad.
Ficha Técnica
- Distancia: 22 km ida y vuelta desde el centro. O bien 20 desde Hostería el Pilar.
- Tiempo estimado: 10 horas ida y vuelta (desde el Chaltén) 8 horas desde Hostería El Pilar.
- Nivel de dificultad: medio/alto. Últimos metros con dificultad alta. Imprescindible botas de trekking y bastones. Desnivel de 400 metros
- Altitud máxima: 1800 metros[9]

### Lago del Desierto
Desde El Chaltén parten las excursiones a la Reserva Provincial Lago del Desierto, el mismo que, junto a todo el valle en que está enclavado, fue objeto de un prolongado conflicto limítrofe entre Argentina y Chile, el cual terminó a favor de Argentina. La ruta de acceso discurre por las riberas del río de las Vueltas.

## Bandera
El diseño pertenece al vecino Edgar Benard Bacci.
«La idea era mantener un equilibrio entre el Escudo del Pueblo y su Bandera, que pretendemos sea estandarte de nuestra identidad hacia la comunidad toda», expresa la fundamentación del diseño de la bandera que posee tres colores predominantes.
Las franjas "Azul celeste" y "Blanco", se representan tal como en nuestro Pabellón Nacional, símbolo de lucha por la soberanía del territorio argentino.
La franja "Rosa", representa la coloración de los cordones montañosos que enmarcan el Pueblo.
Además en el estandarte existen tres electos bien definidos: La "Cruz del Sur" inclinada 30° de la horizontal, es el emblema de los Aonikenk, quienes habitaron estas tierras sureñas.
Se observa en la franja central la silueta de los "Cordones Montañosos del Cerro Torre y Monte Fitz Roy", imponentes representantes del trekking y la escalada en la zona.
Y en la franja celeste inferior se representa el contorno de la "Confluencia de los Ríos Fitz Roy y De las Vueltas", por su importancia en el emplazamiento del pueblo de El Chaltén.

## Instituciones públicas
- Jardín maternal
- Biblioteca popular Mujer Pionera
- Jardín de infantes N°46 Los Huemules

## Distancias desde El Chaltén
- Comandante Luis Piedrabuena 344 km
- El Calafate 220 km
- Gobernador Gregores 297 km
- Puerto San Julián 470 km
- Río Gallegos 458 km
- Río Grande 823 km
- Ushuaia 1060 km

## Galería

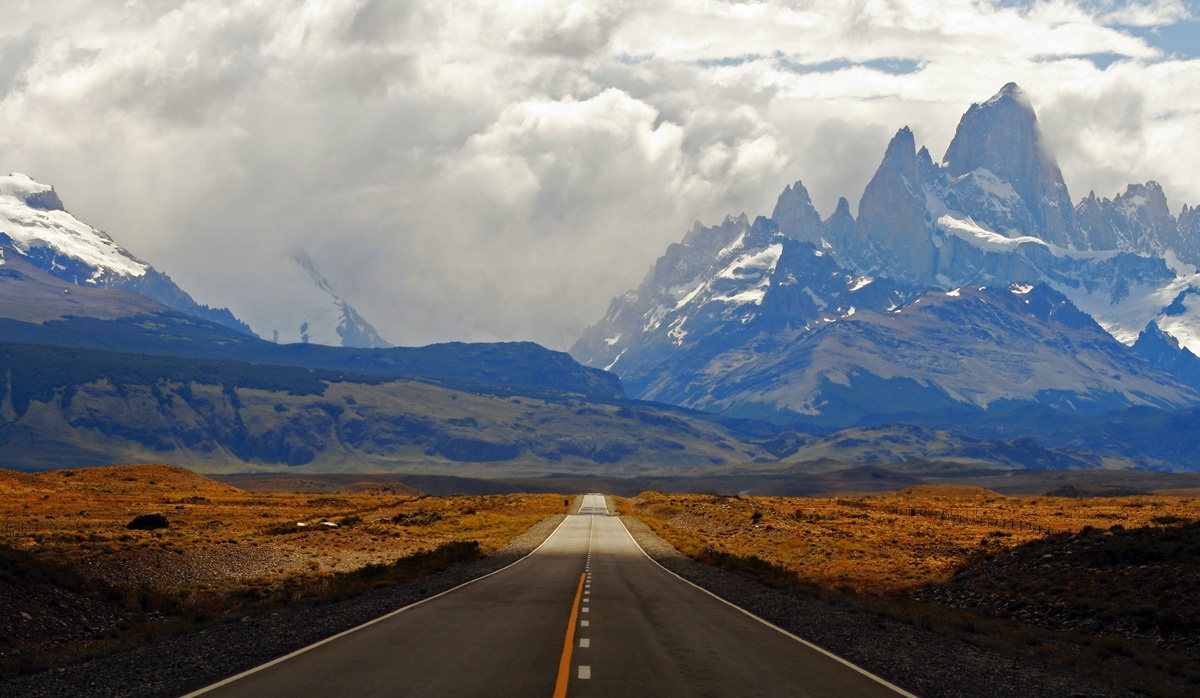
Ruta de acceso.
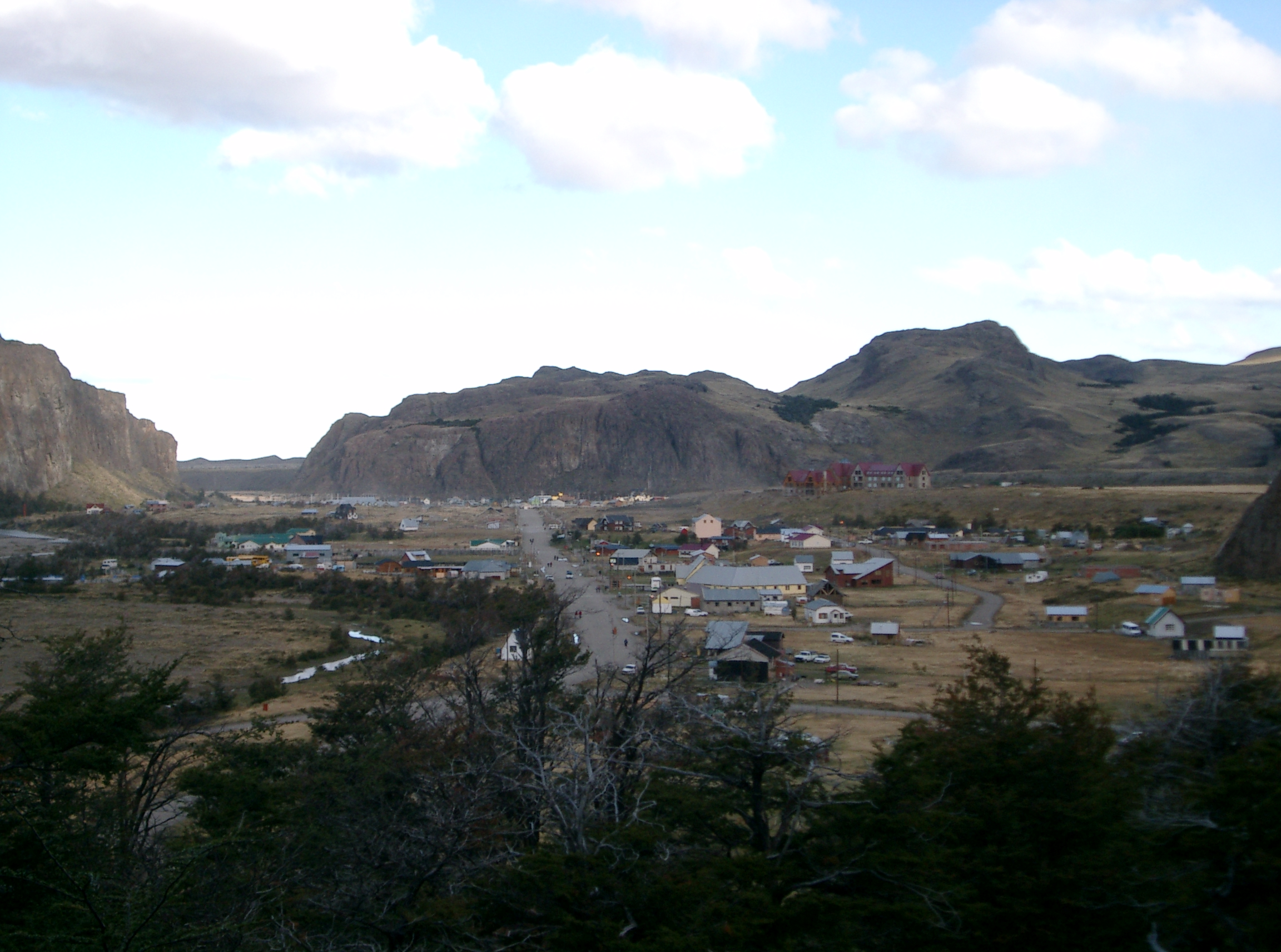
El Chaltén.
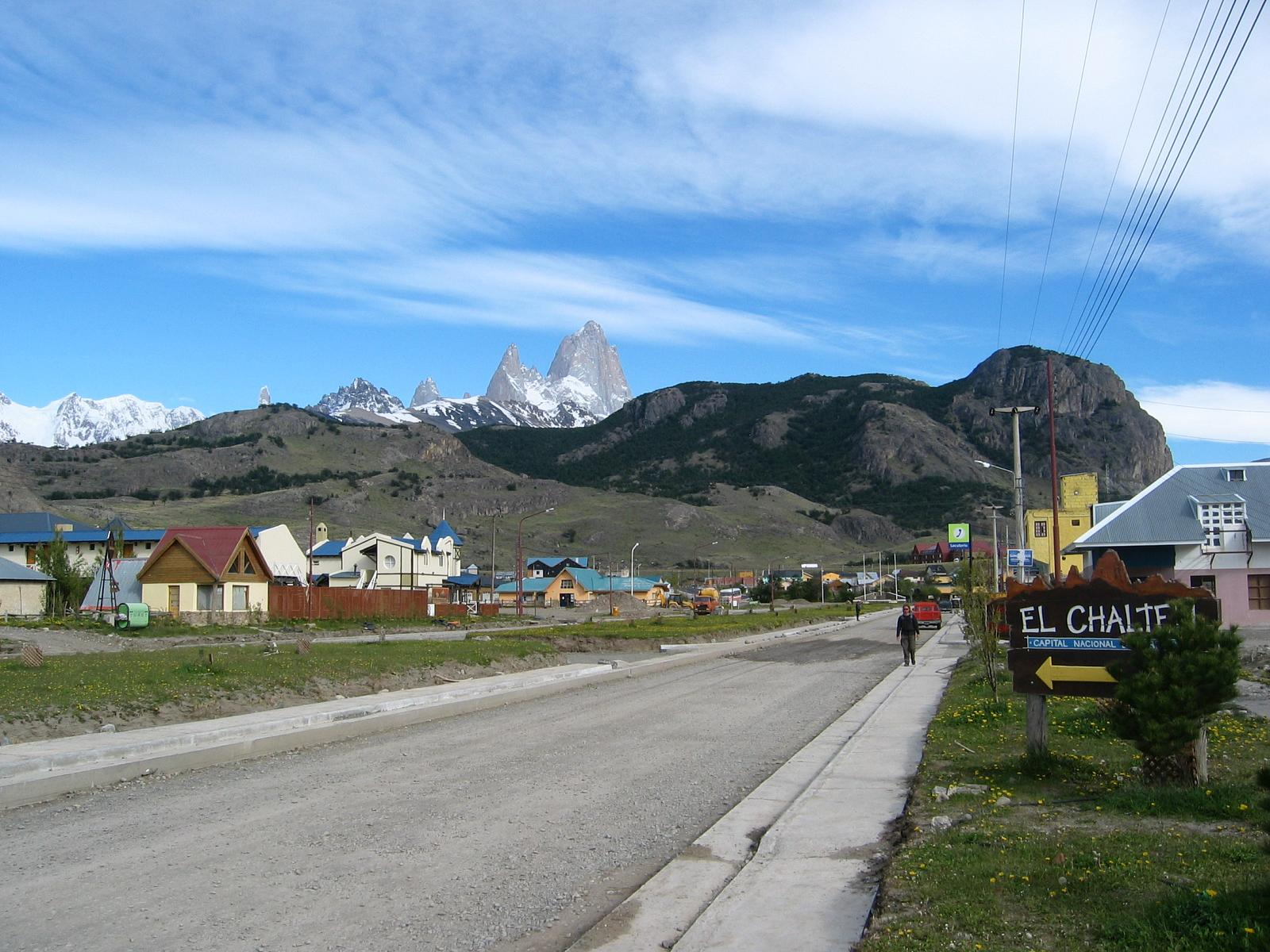
Otra vista de la localidad.
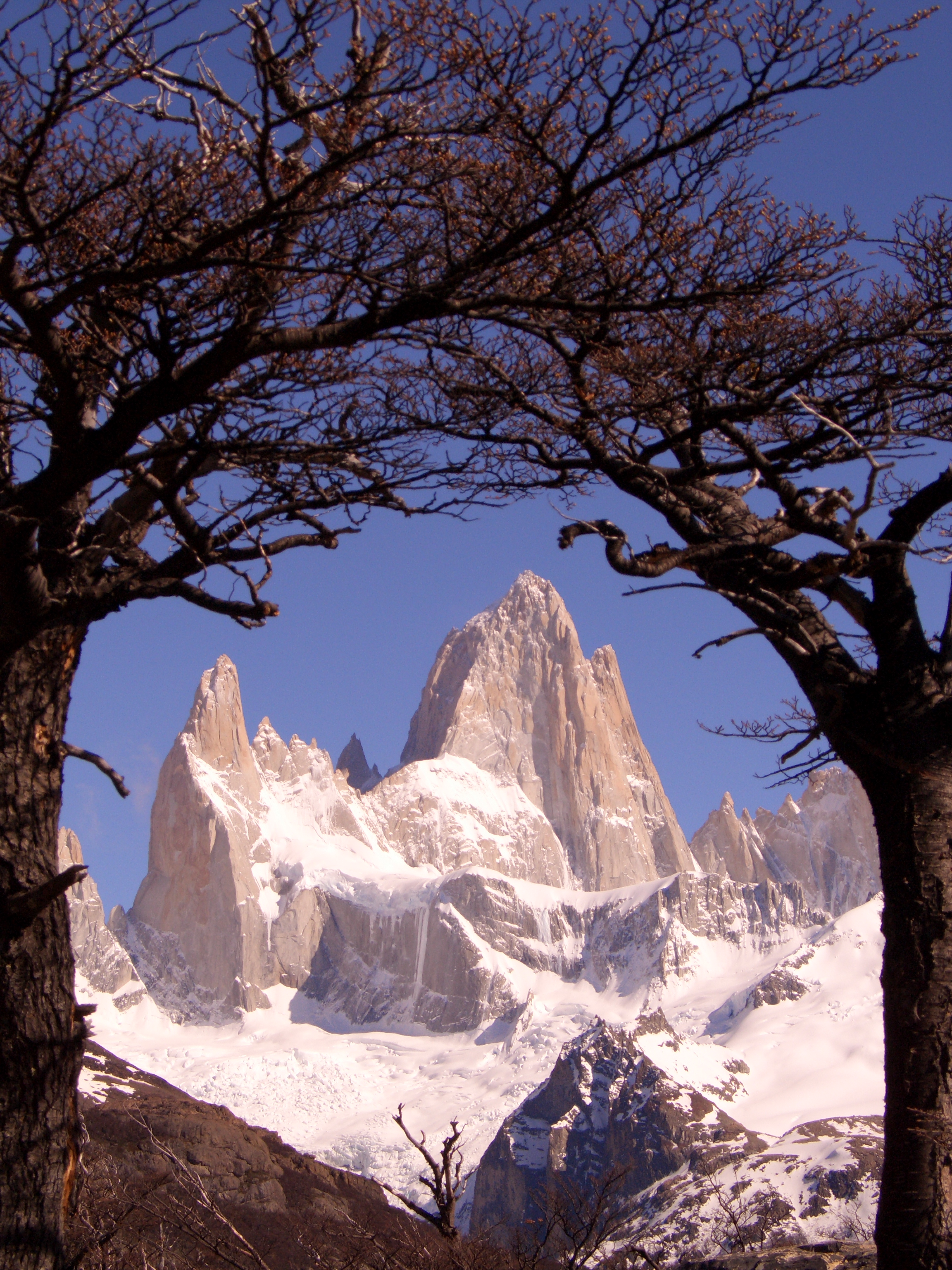
vista del cerro Chaltén desde las cercanías del pueblo.
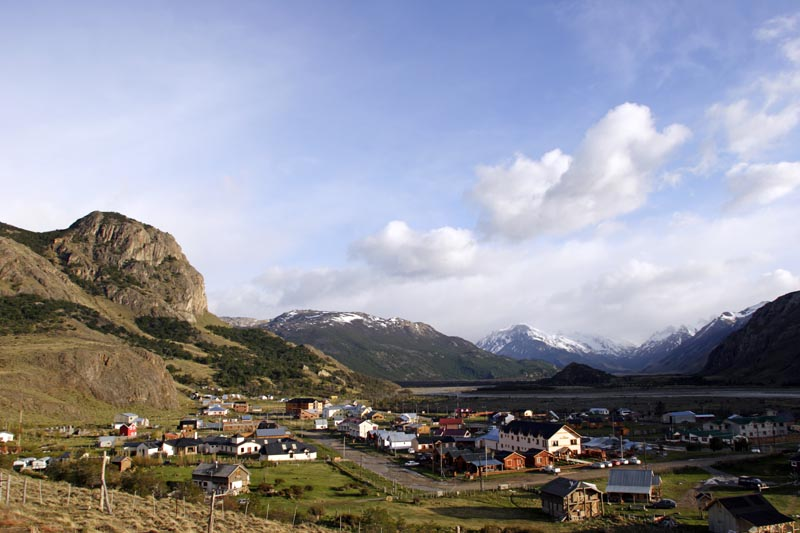
La localidad y el valle.
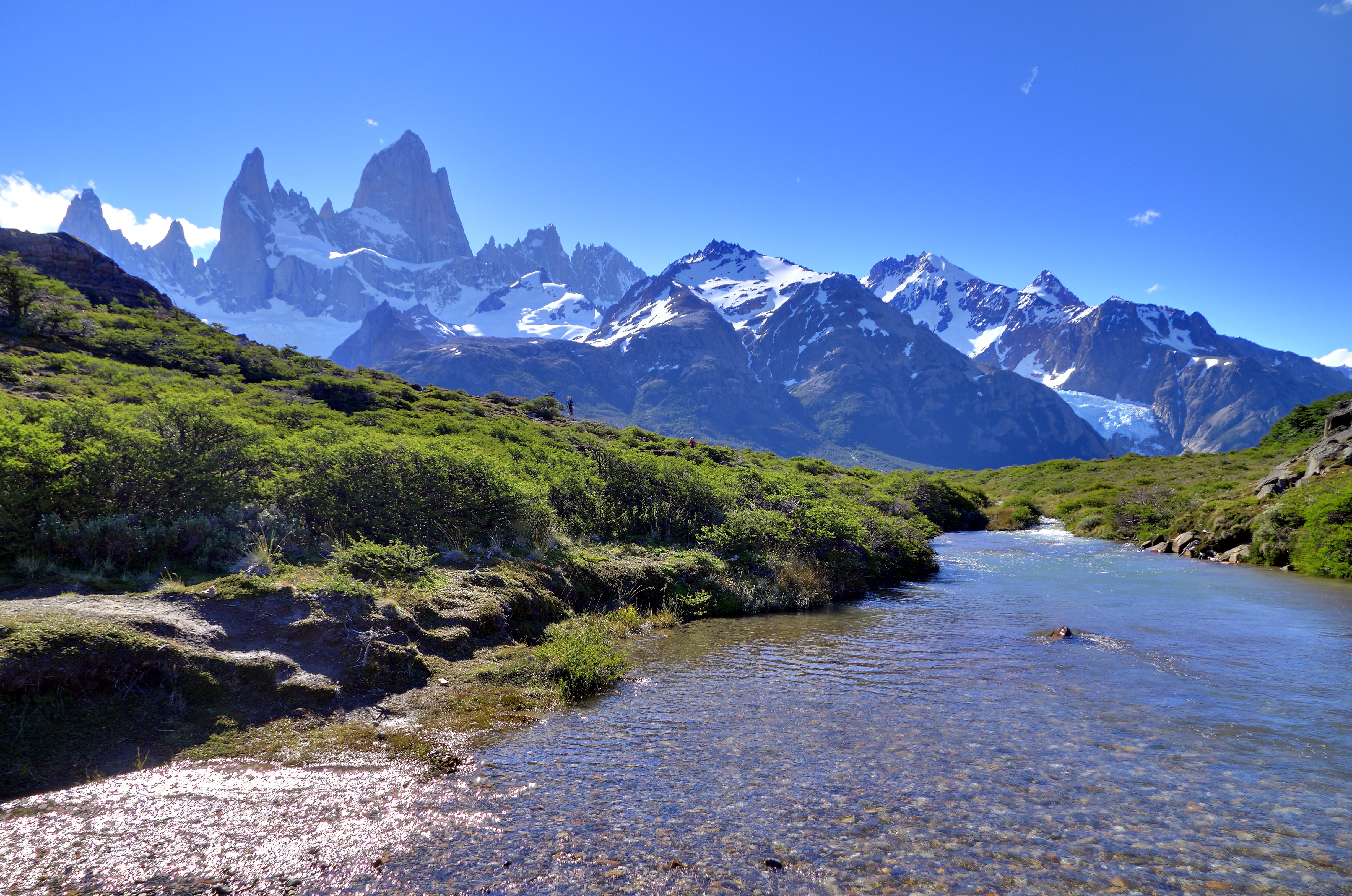
Paisaje de las afueras del pueblo.
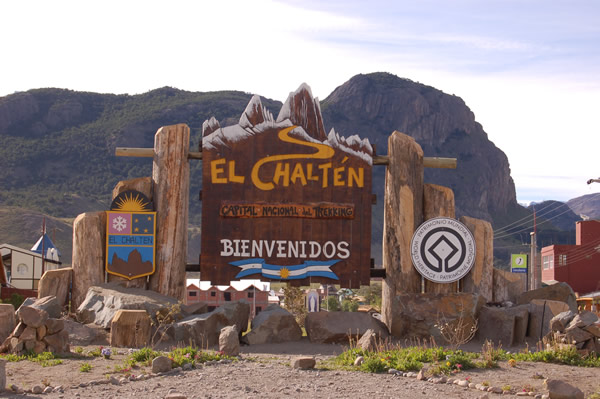
Entrada a El Chaltén.
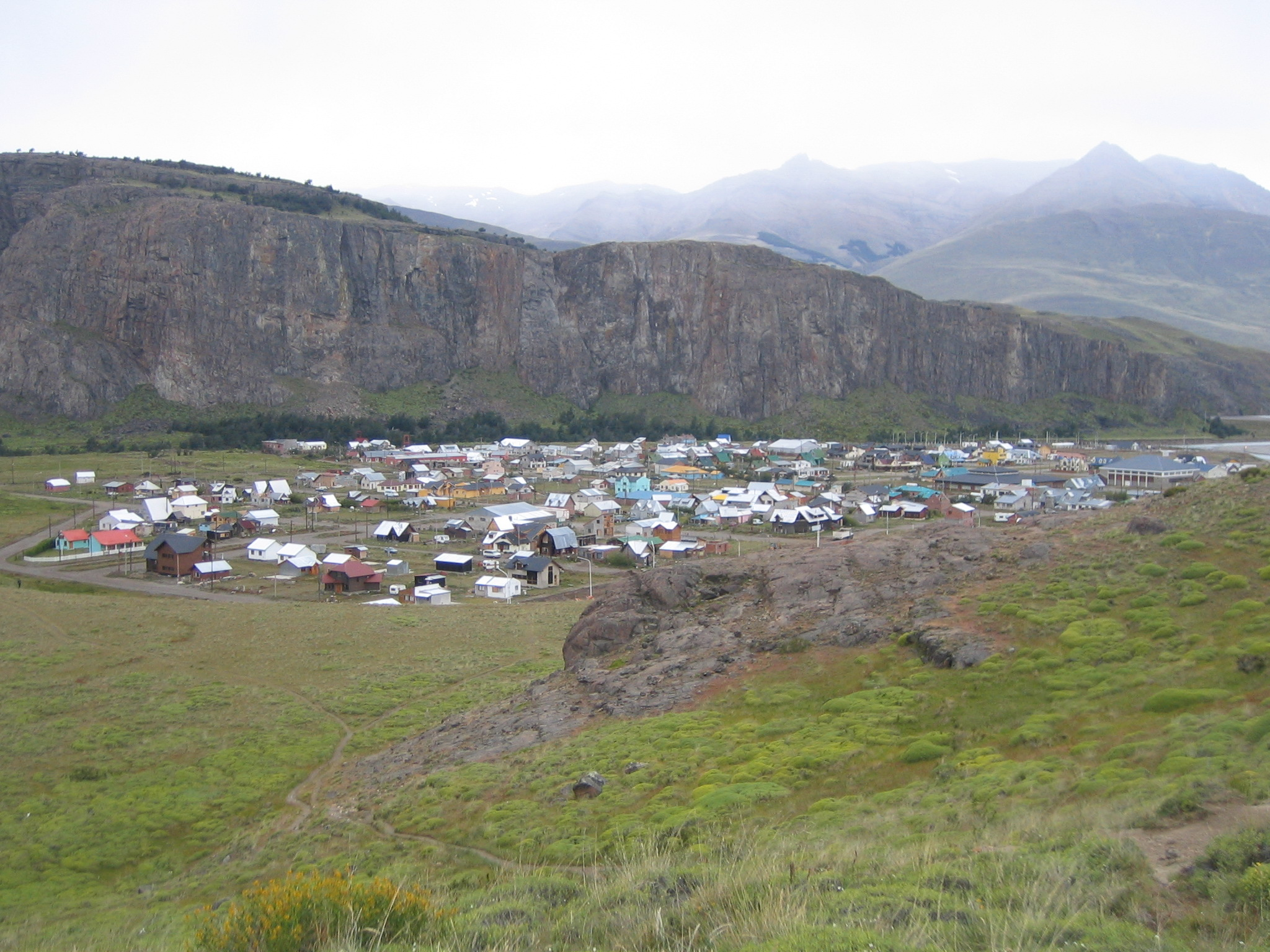
Otra vista de la localidad.
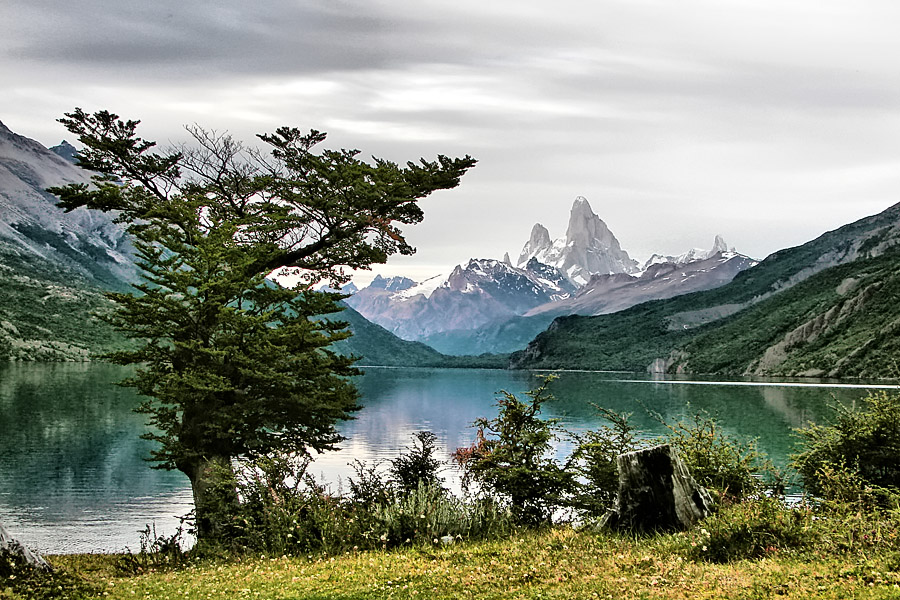
El cercano Lago del Desierto y el monumental cerro Fitz Roy.
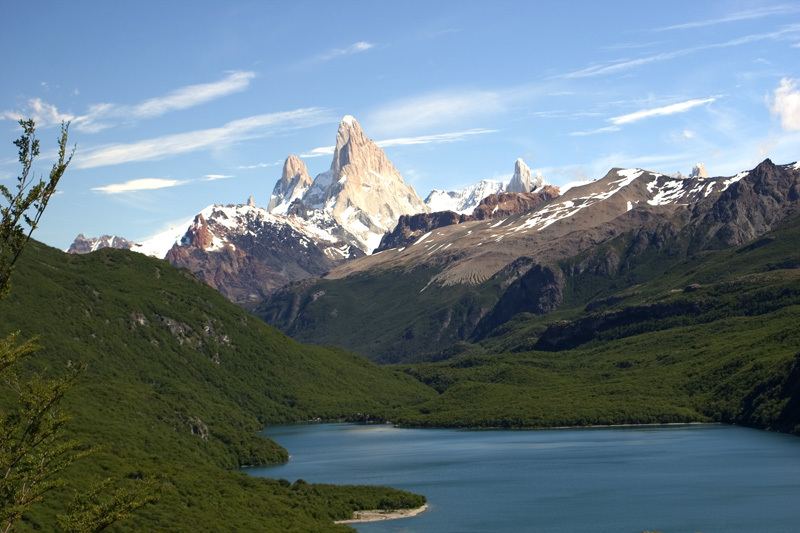
Otra vista del Lago del Desierto y el cerro Fitz Roy.

Vista panorámica del pueblo